# لوکا کاتسلی
لوکا کاتسلی (یونانی: Λούκα Κατσέλη؛ زادهٔ ۲۰ آوریل ۱۹۵۲) کارآفرین، سیاست‌مدار، اقتصاددان، بانکدار و مدیر ارشد اجرایی یونانی است، که در حال حاضر به‌عنوان رئیس هیئت مدیره بانک مرکزی یونان فعالیت می‌کند.

## زندگینامه

### اوایل زندگی و تحصیلات
لوکا کاتسلی دختر بازیگر یونانی آلکا کاتسلی و کارگردان صحنه پلوپیداس کاتسلیس است .
او همچنین خواهر نورا کاتسلی، بازیگر و سیاستمدار سابق، است . [ نیازمند منبع ]
لوکا کاتسلی در سال ۱۹۷۲ از کالج اسمیت در نورث‌همپتون، ماساچوست ، با مدرک لیسانس اقتصاد (با افتخار) و در سال ۱۹۷۴ با مدرک MPA (کارشناسی ارشد مدیریت دولتی) از دانشکده امور عمومی و بین‌المللی وودرو ویلسون در دانشگاه پرینستون فارغ‌التحصیل شد . او تحصیلات خود را در پرینستون ادامه داد و در سال ۱۹۷۵ مدرک کارشناسی ارشد اقتصاد و در سال ۱۹۷۸ مدرک دکترای اقتصاد خود را دریافت کرد. عنوان رساله دکترای او «انتقال اختلالات قیمت خارجی در اقتصادهای کوچک و باز» بود. 

### حرفه دانشگاهی
لوکا کاتسلی فعالیت دانشگاهی خود را در سال 1977 به عنوان استادیار اقتصاد در دانشگاه ییل  آغاز کرد و متعاقباً به دانشیار اقتصاد در دانشکده سازمان و مدیریت (1977-1985) ارتقا یافت. او متعاقباً به عنوان استاد مدعو در کالج بیرکبک ، لندن (1986) و در دانشگاه اقتصاد و تجارت آتن در سال‌های 1986-1987 خدمت کرد. در سال 1987، او به عنوان استاد اقتصاد در دانشگاه ملی و کاپودیستری آتن انتخاب شد ، سمتی که تا زمان بازنشستگی‌اش در سال 2019 در اختیار داشت. او در حال حاضر عنوان استاد ممتاز را دارد. در سال 2017، او به عنوان استاد افتخاری دانشگاه پاتراس انتخاب شد .
او به عنوان عضو کمیته اجرایی انجمن اروپایی موسسات توسعه (EADI)، عضو هیئت مشاوره علمی موسسه تحقیقات اقتصادی آلمان در برلین، آلمان، رئیس هیئت مشاوره بین‌المللی موسسه توسعه و حکومتداری آتن (ADGI – INERPOST) و عضو گروه یورو ۵۰ خدمت کرده است. او نویسنده چهار کتاب و بیش از ۴۰ مقاله در مجلات و کتاب‌های حرفه‌ای در زمینه اقتصاد بین‌المللی و نهادی، تامین مالی توسعه و مهاجرت بوده است. در سال ۲۰۱۵، او عضو تیم تحریریه پنجمین گزارش اروپایی توسعه (ERD) بود.

### حرفه کاری
لوکا کاتسلی به عنوان مدیر کل مرکز برنامه‌ریزی و تحقیقات اقتصادی (KEPE) در آتن (1982-1986)، عضو شورای مشاوران اقتصادی (1982-1984 و 1993-1996)، مشاور اقتصادی ویژه نخست وزیر یونان، آندریاس پاپاندرو (1993-1996)  و مشاور ویژه وزیر آموزش و پرورش (1996-1997) خدمت کرده است. از سال 2003 تا 2007، لوکا کاتسلی به عنوان مدیر مرکز توسعه OECD در فرانسه منصوب شد.  در مارس 2015، او به عنوان رئیس هیئت مدیره بانک ملی یونان (15/3 - 16/11) و رئیس انجمن بانک‌های هلنیک (15/4 - 16/11) انتخاب شد. او همچنین به عنوان عضو کمیته سیاست اقتصادی و پولی کمیسیون اروپا (۱۹۸۳–۱۹۸۶)، عضو " کمیته خردمندان " برای بازنگری منشور اجتماعی اروپا (۱۹۹۵–۱۹۹۷)، عضو هیئت مشورتی کمیسیون اروپا برای "علم، فناوری، انسجام اجتماعی در اروپای قاره‌ای وسیع‌تر" (۱۹۹۱–۱۹۹۲) و مشاور بخش‌های مختلف کمیسیون اروپا خدمت کرده است. او عضو و معاون رئیس کمیته سیاست توسعه سازمان ملل متحد (۱۹۹۶–۱۹۹۹) و مشاور سازمان‌های بین‌المللی متعددی از جمله بانک جهانی، سازمان بین‌المللی مهاجرت و سازمان ملل متحد بود . به عنوان مشاور، او به عنوان کارشناس ویژه اقتصادی اتحادیه اروپا در مولداوی در زمینه برنامه اتحادیه اروپا "حمایت از فرآیند DCFTA در جمهوری مولداوی" خدمت کرد. اخیراً، او نایب رئیس بنیاد ظرفیت‌سازی آفریقا ( ACBF ) (2016 تا 2024) و عضو کمیسیون مستقل برابری پایدار، اتحاد مترقی سوسیالیست‌ها و دموکرات‌ها - S&D ( جامعه مترقی ) بود. از سال 2017، او شریک Match2Invest ، شرکتی است که توسعه پایدار و ابتکارات سرمایه‌گذاری را در یونان ترویج می‌دهد.

### مناصب دولتی (۲۰۰۹–۲۰۱۱)
او که از سال ۱۹۷۶ عضو جنبش سوسیالیستی پان‌هلنیک (پاسوک) بود، در انتخابات ۱۶ سپتامبر ۲۰۰۷ به عنوان نماینده دولت انتخاب شد و به عنوان سخنگوی اقتصادی این حزب خدمت کرد. در ۴ اکتبر ۲۰۰۹، او به عنوان نماینده پارلمان از حوزه انتخابیه دوم آتیکا انتخاب شد و تا سال ۲۰۱۲ در این سمت باقی ماند. پس از انتخابات، او تا ۷ سپتامبر ۲۰۱۰ به عنوان وزیر اقتصاد، رقابت‌پذیری و کشتیرانی منصوب شد. او به عنوان وزیر اقتصاد، لوایح مهمی از جمله قانون ۳۸۶۹/۲۰۱۰ در مورد تسویه بدهی افراد بدهکار (که در یونان به عنوان قانون کاتسلی شناخته می‌شود) و قانون ۳۸۱۶/۲۰۱۰ در مورد تجدید ساختار وام‌های تجاری و حرفه‌ای به مؤسسات اعتباری را ارائه کرد. او در سمت وزیر، اصلاحات عمده‌ای از جمله لغو کابوتاژ برای حمایت از حمل و نقل داخلی، قیمت‌گذاری مجدد محصولات دارویی، ساده‌سازی رویه‌های راه‌اندازی کسب و کار و غیره را آغاز کرد.
او در دوران تصدی خود، بر طراحی و اجرای چهار صندوق وام قابل بازیافت برای حمایت از کسب‌وکارهای کوچک و متوسط (صندوق توسعه ملی (ETEAN SA)، جرمی، جسیکا، برنامه «پس‌انداز در خانه») نیز نظارت داشت.
در سپتامبر 2010، او به عنوان وزیر کار و تأمین اجتماعی منصوب شد  ، سمتی که تا ژوئن 2011 در اختیار داشت.
او به عنوان وزیر کار، نهاد «توافق‌نامه‌های جمعی ویژه در سطح بنگاه» (قانون 3899/2010) و چارچوب قانونگذاری برای اقتصاد اجتماعی و کارآفرینی را ارتقا داد. در 20 اکتبر 2011، پس از امتناع از رأی دادن به لغو توافق‌نامه‌های جمعی،  کاتسلی از گروه پارلمانی پاسوک برکنار شد، اما یک ماه بعد پس از رأی اعتمادی که در آن از دولت حمایت کرد، دوباره به این گروه بازگردانده شد.
در فوریه ۲۰۱۲، او پس از رأی دادن علیه دومین برنامه کمک مالی یونان که حداقل دستمزد و توافق‌های جمعی را لغو می‌کرد و به طلبکاران یونان حق می‌داد در صورت نیاز ذخایر طلای کشور را تصرف کنند، برای دومین بار از گروه پارلمانی پاسوک اخراج شد. 
در 14 مارس 2012، او به همراه هریس کاستانیدیس  و پنج عضو اخراجی دیگر پارلمان، حزب جدید پیمان اجتماعی را تشکیل داد. این حزب در انتخابات 6 مه 2012 شرکت کرد و 0.96٪ از آرای معتبر را به دست آورد. او تا مارس 2015 به عنوان رئیس حزب باقی ماند و در این زمان به عنوان رئیس بانک ملی یونان انتخاب شد .
از سال ۲۰۱۸، او به عنوان رئیس مشترک کمیسیون مستقل برابری پایدار، از اتحاد مترقی سوسیالیست‌ها و دموکرات‌ها - S&D (جامعه مترقی) فعالیت می‌کند. او به همراه رئیس مشترک خود، نخست وزیر سابق دانمارک، پل نیروپ راسموسن، بر فعالیت‌های کمیسیون و انتشار گزارش آن با عنوان «رفاه برای همه در یک اروپای پایدار» نظارت داشت.

## زندگی شخصی
لوکا کاتسلی ابتدا با استراتیس پاپافستراتیو و سپس با مرحوم گراسیموس آرسنیس ،  اقتصاددان مشهور و وزیر سابق، ازدواج کرد. او دو فرزند دارد، دیمیتریس پاپافستراتیو، که اکنون وکیل بین‌المللی است و آمالیا آرسنی ، بازیگر تئاتر.